# (34419) Corning
(34419) Corning est un astéroïde de la ceinture principale.

## Description
(34419) Corning est un astéroïde de la ceinture principale. Il fut découvert le 20 septembre 2000 à Elmira par Anthony J. Cecce. Il présente une orbite caractérisée par un demi-grand axe de 2,56 UA, une excentricité de 0,14 et une inclinaison de 4,6° par rapport à l'écliptique.

## Compléments